# Cucut de les Filipines
El cucut de les Filipines (Hierococcyx pectoralis) és una espècie d'ocell de la família dels cucúlids (Cuculidae) que habita zones boscoses de Luzon, Mindoro, Negros, illa de Cebu, Bohol, Mindanao, i altres illes, a les Filipines.